# Foire du printemps de Nantes
La Foire du printemps est une fête foraine annuelle qui se tient dans la ville française de Nantes.

## Présentation
La Foire du printemps a lieu tous les ans, sur le cours Saint-Pierre situé dans le centre-ville à proximité même de la cathédrale. Plusieurs attractions y sont dénombrées telles que des manèges, des trains fantômes, le palais du rire, le palais des glaces… Sont également présents les stands de petite restauration avec barbe à papa, pommes d’amour, bonbons, Churros, sucettes, etc. 
Une seconde fête foraine a lieu à Nantes au mois de septembre (dite « Foire de septembre »). Elle est plus importante que la foire du printemps puisqu'elle se tient à la fois sur les deux cours Saint-Pierre et Saint-André, situés de part et d'autre de la place du Maréchal-Foch, traditionnellement appelée « place Louis XVI » par les Nantais en raison de la statue qui s'y trouve.
 
Cette seconde fête accueille des attractions plus importantes que son homologue de printemps, en particulier une Grande roue. Il n'y a en revanche plus de manèges d'auto-tamponneuses à Nantes depuis plusieurs années. On notera également que, à la suite du creusement d'un parking souterrain sous le cours Saint-André, les forains n'ont plus la possibilité de monter des attractions aussi importantes que par le passé en raison du poids trop important que cela représenterait.
Durant la période de la foire, se déroule également le deuxième carnaval de France, après celui de Nice.[réf. nécessaire]
en 2020; la foire fut annulé.